# فريد جيري
فريد جيري (23 يناير 1868 - 8 يناير 1955) كان لاعب كرة قدم إنجليزي محترف لعب مهاجماً لنادي إيفرتون في تسعينيات القرن التاسع عشر، وظهر مرتين مع منتخب إنجلترا، وسجل هاتريك في أول ظهور له.
كان هدافًا كبيرا، حيث سجل 86 هدفًا في 99 مباراة، مع نادي ايفرتون  مما ساعدهم على الفوز ببطولة دوري كرة القدم لأول مرة في 1890-1891 . كان «أول مهاجم في إيفرتون يستحوذ على خيال المشجعين»  و «في عصره كان مهمًا جدا لإيفرتون مثلما كان ديكسي دين بعد ذلك ببضع سنوات».

## مسيرته المهنية
ولد جيري في هيسون جرين، على مشارف نوتنغهام. كصبي فاز بالعديد من ألقاب العدو على مضمار ألعاب القوى،  واستخدم هذه السرعة لإحداث تأثير كبير خلال مسيرته الكروية.
لعب في كرة القدم للشباب لفريق بالمورال المحلي قبل انضمامه إلى نوتس رينجرز. بعد فترة مع غريمسبي تاون ومقاطعة نوتس، عاد إلى نوتس رينجرز في عام 1888، حيث لعب أمام لاعبي إنجلترا الدوليين ألف وتشارلز شيلتون. حاول إيفرتون التوقيع معه في وقت سابق، ثم أقتنع جيري في النهاية بالانتقال إلى ليفربول عام 1889. 

### إيفرتون
انتهى إيفرتون في المركز الثامن المخيب للآمال في الموسم الافتتاحي لدوري كرة القدم، بعد أن سجل 35 هدفًا فقط، كان المديرون «مصممون على تحسين أدائه الضعيف»،  خاصة أمام المرمى، من خلال تدريب جيري، إلى جانب الإسكتلندي أليكس لاتا (من دومبارتون) والويلزاني تشارلي باري (من تشيستر سانت أوزوالدز).
ظهر جيري لأول مرة في غريمسبي تاون، لكنه عاد إلى نوتس رينجرز قبل أن يتم إقناعه بالانضمام إلى إيفرتون.
تم وصف جيري على أنه «صغير وقوي»،  يبلغ بالكاد وحدات إمبراطورية من الطول ويزن وحدات إمبراطورية ، كان يعتمد على سرعته وتسارعه لمراوغة المدافعين، ووفقًا لـ Liverpool Echo ، «اشتكى زملاؤه في الفريق من أنه كان سريعًا جدًا في بعض الأحيان، تاركًا شركائه بعيدين خلفه».
ظهر جيري لأول مرة في دوري كرة القدم مع إيفرتون في 7 سبتمبر 1889في ببده (ثم في أنفيلد) لبلاكبيرن روفرز وسجل هدفين في فوز 3-2.
سجل جيري بانتظام طوال الموسم، منها هاتريك بنتيجة 8-0 لمدينة ستوك سيتي في 4 نوفمبر. أنهى الموسم برصيد 21 هدفا في الدوري في 18 مباراة، حيث أنهى إيفرتون المركز الثاني بفارق نقطتين عن بريستون نورث إند.
وسجل جيري أيضًا أربعة أهداف في كأس الاتحاد الإنجليزي، بما في ذلك هاتريك في فوز بنتيجة 11-2 على ديربي كاونتي في 18 يناير (مع ثلاثة أهداف أيضًا من ميلوارد وبرادي). وهو أعلى هامش فوز لإيفرتون على الإطلاق.
في 15 مارس 1890، استدعى منتخب إنجلترا جيري للعب ضد أيرلندا في البطولة الوطنية البريطانية عام 1890 .
تغلبت إنجلترا بسهولة على الأيرلنديين بفارق 9-1، سجل جيري ثلاثية، وزوجًا من ويليام تاونلي وكيني دافنبورت. تم تسجيل الهدف الأيرلندي من قبل جاك رينولدز، الذي لعب لاحقًا لإنجلترا.
وفقًا لكريس فريدي، «تقرير المباراة (كان غير متماسك تمامًا) في The Field يعزو جيري بأربعة أهداف، وملخص (مرتبك للغاية) في أخبار رياضية يؤكد أن» مركز إيفرتون الصغير الذكي كان مسؤولًا عن خمسة من الأهداف "."  على الرغم من هامش الفوز، لم يستخدم منتقيو إنجلترا أيًا من الفريق الذي هزم الأيرلندي في المباراة التالية ضد اسكتلندا، مفضلين الفريق الذي لعب ضد ويلز. كانت المباراة ضد اسكتلندا بالتعادل 1-1، وبالتالي، تقاسمت إنجلترا واسكتلندا لقب البطولة الوطنية البريطانية عام 1890.
بدأ جيري موسم 1890-1891 بشكل رائع، وسجل في كل من المباريات الست الأولى حيث بدأ إيفرتون الموسم بخمس انتصارات متتالية. وبحلول منتصف يناير، أكمل إيفرتون جميع تركيباتهم باستثناء واحد وكان على 29 نقطة، في حين كان بريستون نورث إند 11 نقطة متأخرة مع سبع مباريات لا تزال تلعب. كان على إيفرتون أن يجلس في الشهرين التاليين حيث أكمل بريستون قائمة مبارياته حتى وصل إلى نقطتين فقط مع مباراة واحدة متبقية لكل منهما للعب. لعب الفريقان مبارياتهما النهائية للموسم في 14 مارس، حيث خسر إيفرتون بنتيجة 3-2 في بيرنلي (سجل جيري هدفي إيفرتون) وانخفض بريستون بنتيجة 3-0 في سندرلاند. وهكذا تمكن إيفرتون من الفوز ببطولة دوري كرة القدم للمرة الأولى بفارق نقطتين مع أربعة عشر فوزًا من مباريات الدوري الـ 22. كان جيري حاضراً على الإطلاق، وكان هداف النادي برصيد 21 هدفاً.
حصل جيري على غطاء إنجلترا الثاني (والأخير) للمباراة ضد اسكتلندا في 6 أبريل 1891. على الرغم من أن المباراة قد لعبت في إيوود بارك، إلا أن بلاكبيرن، لم يتم اختياره لاعبا في بلاكبيرن، حيث اختير أربعة لاعبين من فريق إيفرتون الفائز بالبطولة، وجيري يصطف بجانب إدغار تشادويك وألف ميلوارد (مع جوني هولت في الدفاع). في مباراة قريبة،  تمكنت إنجلترا من الحفاظ على فوز بنتيجة 2-1 بأهداف من جون جودال (مقاطعة ديربي) وتشادويك.
في صيف عام 1892، انتقل إيفرتون خارج منزله الأصلي في أنفيلد بعد أن اشترى جون هولدينغ، الأرض مباشرة واقترح زيادة الإيجار من 100 جنيه إسترليني إلى 250 جنيهًا إسترلينيًا في السنة. إيفرتون، الذي لعب في أنفيلد لمدة سبع سنوات، رفض تلبية مطالبه وانتقل إلى جوديسون بارك.
سجل جيري الهدف الأول في الملعب الجديد في مباراة ودية ضد بولتون واندررز للاحتفال بالافتتاح.  انتهت المباراة بالتعادل 2-2، أول هدف سجله جيري.
أول فوز للفريق في الدوري على أرضه الجديدة جاء في المباراة التالية عندما سحق نيوتن هيث بنتيجة 6-0، وسجل كل من جيري وتشادويك هدفين.
فشل جيري في التسجيل في المباريات الست التالية، قبل أن يسجل هو وأليكس لاتا هاتريك في فوز بنتيجة 6-1 على ديربي كاونتي في 5 نوفمبر. أنهى جيري موسم الدوري كأفضل هداف للنادي (للمرة الثالثة في أربعة مواسم) برصيد 19 هدفاً من 24 مباراة في الدوري، حيث احتل إيفرتون المركز الثالث في جدول الدوري. لعب جيري في المباريات الثلاث الأولى من كأس الاتحاد الإنجليزي، وسجل أربعة أهداف قبل إصابته في ساقه مما جعله يفقد الدور نصف النهائي ضد بريستون نورث إند. هزم إيفرتون في نهاية المطاف بريستون بعد إعادة ثانية ليقيم نهائيًا ضد ولفرهامبتون واندرارز. على الرغم من أن جيري كان متألقاً، إلا أنه لم يتم اختياره للعب النهائي في فالوفيلد، مانشستر في 25 مارس، مع احتفاظ آلان ماكسويل بمكانه في مركز الهجوم. فاز وولفز في المباراة بهدف من هاري ألين، حيث لم يتمكن مهاجم إيفرتون من كسر دفاعهم.
منعت الإصابة ظهور جيري في بداية موسم 1893-1894، وخسر مكانه في مركز الهجوم أمام جاك ساوثوورث الذي اتى من بلاكبيرن روفرز خلال الصيف. كانت مباراة جيري الأولى في الموسم ضد بيرنلي في 25 نوفمبر 1893، عندما فاز بنتيجة 4-3. احتفظ بمكانه في المبارتين التاليتين، قبل عودة ساوثوورث إلى جانبه. أنهى جيري الموسم بعد أن لعب تسع مباريات فقط، وسجل ثمانية أهداف. انتهى الموسم مع إيفرتون في المركز السادس المخيب للآمال، مع بروز هداف ساوثوورث في دوري كرة القدم برصيد 27 هدفا من 22 مباراة فقط.
تسببت الإصابة مرة أخرى في إبقاء جيري خارج الفريق حتى يناير 1895، وكان قادرًا على اللعب بثماني مباريات فقط مع أربعة أهداف في موسمه الأخير في Goodison Park. جاء ظهوره النهائي في 13 أبريل 1895، عندما هزم بنتيجة 2-3 أمام ديربي كاونتي. في مسيرته مع إيفرتون، قدم 99 مباراة في مباريات الدوري والكأس، وسجل 86 هدفًا فيها. 

### ليفربول
في مايو 1895، وقع مع ليفربول (الذي هبط إلى المرتبة الثانية) مقابل رسوم 60 جنيهًا استرلينيًا، حيث ظهر لأول مرة في هزيمة بنتيجة 2-3 في نوتس كاونتي في 7 سبتمبر. جاءت أهدافه الأولى عندما كان أحد ثلاثة لاعبين سجلوا هدفين في فوز بنتيجة 6-0 على كرو الكسندرا في 7 أكتوبر. قدم ما مجموعه 19 مباراة في الدوري في 1895-1896، وسجل 11 هدفاً حيث حصل ليفربول على لقب المركز الثاني. اضطر ليفربول بعد ذلك للعب سلسلة من «مباريات الاختبار» ضد سمول هيث ووست بروميتش ألبيون مع ضمان ليفربول ترقيتهما على حساب سمول هيث.
حتى الآن تآكلت سرعته وأصيب بجروح،  وتم اختياره ثماني مرات فقط حيث أنهى ليفربول المركز الخامس في الدرجة الأولى في نهاية موسم 1896-1897 . قام باثني عشر مباراة أخرى خلال الموسمين التاليين، قبل ظهوره الأخير لليفربول في 17 سبتمبر 1898. في مواسمه الأربعة في أنفيلد، قدم ما مجموعه 45 مباراة مع 14 هدفًا.

## حياته اللاحقة
عاد جيري بعد ذلك إلى جوديسون بارك. 
توفي في 8 يناير 1955، بعد أسبوعين من عيد ميلاده ال 87 .

## انجازاته
إيفرتون
- أبطال دوري كرة القدم: 1890-1891

ليفربول
- بطل دوري الدرجة الثانية لكرة القدم: 1895-1896